# Pachnes
Pachnes (řecky Πάχνες, 2453 m n. m.) je hora v pohoří Lefka Ori v západní části řeckého ostrova Kréta. Nachází se na území regionální jednotky Chania asi 9 km severozápadně od vesnice Anopoli a 14 km severozápadně od města Hora Sfakion. Vrchol je místem dalekého rozhledu. Pachnes je nejvyšší horou pohoří Lefka Ori a druhou nejvyšší horou Kréty (po hoře Psiloritis). Hora má prominenci nad 1500 m, tudíž se řadí mezi tzv. ultraprominentní vrcholy (ultra-prominent peaks).
Na vrchol lze vystoupit po značené turistické cestě z osady Anopoli.